# Fortuna Be Quick
Fortuna Be Quick is een voetbalvereniging uit Piershil en Goudswaard, gemeente Hoeksche Waard, Zuid-Holland, Nederland, opgericht in 2022. De vereniging is ontstaan doordat SV Piershil en Goudswaardse Boys een intensieve samenwerking zijn aangegaan met als doel binnen drie jaar algeheel te fuseren. De clubkleuren zijn wit en groen.

## Geschiedenis
Door een teruglopend aantal leden zagen SV Piershil en Goudswaardse Boys noodzaak om te fuseren. In mei 2022 werd door leden van beide verenigingen besloten tot een intensieve samenwerking, met intentie tot algehele fusie binnen drie jaar. Het eerste en het tweede elftal van Fortuna Be Quick gingen in het seizoen 2022/23 voor de winterstop spelen te Goudswaard en na de winterstop in Piershil. Het eerste team ging, door de handhaving van Goudswaardse Boys, in de vierde klasse voetballen.
In de nacompetitie van het debuutseizoen werd verloren van De Egelantier Boys. Hierdoor degradeerde Fortuna Be Quick naar de heropgerichte vijfde klasse.
Op woensdag 11 december 2024 stemden de leden van Piershil vóór het opheffen van de club en de daadwerkelijke fusie met Goudswaardse Boys tot Fortuna Be Quick. Op 20 november 2024 hadden de leden van Goudswaardse Boys reeds unaniem (127 stemmen vóór) positief gestemd op het fusievoorstel.
De goedgekeurde fusievoorstel zal worden voorgelegd aan de notaris, waarna het na diens goedkeuring naar de KNVB en Kamer van Koophandel zal gaan. Wedstrijden en trainingen van senioren zullen plaats gaan vinden in Goudswaard, terwijl de jeugdelftallen twee jaar lang ieder half jaar van locatie zullen wisselen. Na twee jaar zal dit worden geëvalueerd.

## Jeugdafdeling
Met ingang van seizoen 2022/23 is de jeugdafdeling nieuw leven in geblazen. Er is gestart met kaboutervoetbal en een JO8 jeugdteam. Dit nadat er geen jeugdteams meer aanwezig waren na het uiteenvallen van de SJO Korendijk, die bestond uit een samenwerking tussen NBSVV, SV Piershil en Goudswaardse Boys.
In het seizoen 2025/26 zijn er vijf jeugdteams (JO12, JO10 (2 teams, JO9 en JO8), één JO7 team die met Hoeksche Waardse clubs onderlinge toernooitjes voetballen en er is elke dinsdag en zaterdag Kaboutertraining voor de allerkleinste voetballertjes (vanaf 4 jaar).

## Overzichtslijsten

### Competitieresultaten 2023–heden
| 11 4A |

| 7 5D |

| Tweede klasse | Derde klasse  |
| Vierde klasse | Vijfde klasse |